# Otakar Janecký
Otakar Janecký (né le 26 décembre 1960 à Pardubice en Tchécoslovaquie, aujourd'hui ville de Tchéquie) est un joueur professionnel tchèque de hockey sur glace devenu entraîneur. Il évoluait au poste d'attaquant.

## Biographie

### Carrière en club
Il commence sa carrière avec le HC Pardubice en 1978 dans le championnat de Tchécoslovaquie. L'équipe est titrée en 1987, 1989. De 1990 à 2000, il part en Finlande. Il évolue dans la SM-liiga avec le SaiPa, le Jokerit et les Blues Espoo. Son numéro 91 a été retiré par le Jokerit. En 2004, il met un terme à sa carrière de joueur après quatre saisons au HC Pardubice dont il a été capitaine.

### Carrière en équipe nationale
Il représente la Tchécoslovaquie puis la République tchèque au niveau international. Il est médaillé de bronze au Championnat du monde de hockey sur glace 1989 et 1993 ainsi qu'aux Jeux olympiques de 1992. Il participe aux Jeux olympiques de 1994.

## Statistiques
| Saison    | Équipe             | Ligue           |    | Saison régulière | Saison régulière | Saison régulière | Saison régulière | Saison régulière |   | Séries éliminatoires | Séries éliminatoires | Séries éliminatoires | Séries éliminatoires | Séries éliminatoires |
| Saison    | Équipe             | Ligue           | PJ | B                | A                | Pts              | Pun              | PJ               | B | A                    | Pts                  | Pun                  |                      |                      |
| 1978-1979 | HC Pardubice       | Tchécoslovaquie | 10 | 1                | 0                | 1                | 34               | -                | - | -                    | -                    | -                    |                      |                      |
| 1979-1980 | HC Pardubice       | Tchécoslovaquie | 44 | 17               | 20               | 37               |                  | -                | - | -                    | -                    | -                    |                      |                      |
| 1980-1981 | HC Pardubice       | Tchécoslovaquie | 44 | 18               | 26               | 44               | 70               | -                | - | -                    | -                    | -                    |                      |                      |
| 1981-1982 | HC Pardubice       | Tchécoslovaquie | 38 | 11               | 15               | 26               | 39               | -                | - | -                    | -                    | -                    |                      |                      |
| 1982-1983 | HC Pardubice       | Tchécoslovaquie | 43 | 9                | 25               | 34               | 40               | -                | - | -                    | -                    | -                    |                      |                      |
| 1983-1984 | HC Pardubice       | Tchécoslovaquie | 38 | 11               | 15               | 26               | 39               | -                | - | -                    | -                    | -                    |                      |                      |
| 1984-1985 | HC Pardubice       | Tchécoslovaquie | 43 | 9                | 25               | 34               | 40               | -                | - | -                    | -                    | -                    |                      |                      |
| 1985-1986 | HC Pardubice       | Tchécoslovaquie | 47 | 26               | 27               | 53               |                  | -                | - | -                    | -                    | -                    |                      |                      |
| 1986-1987 | HC Pardubice       | Tchécoslovaquie | 43 | 17               | 23               | 40               | 48               | -                | - | -                    | -                    | -                    |                      |                      |
| 1987-1988 | HC Pardubice       | Tchécoslovaquie | 44 | 20               | 29               | 49               |                  | -                | - | -                    | -                    | -                    |                      |                      |
| 1988-1989 | HC Pardubice       | Tchécoslovaquie | 44 | 13               | 41               | 54               | 40               | -                | - | -                    | -                    | -                    |                      |                      |
| 1989-1990 | HC Pardubice       | Tchécoslovaquie | 44 | 22               | 28               | 50               | 0                | -                | - | -                    | -                    | -                    |                      |                      |
| 1990-1991 | SaiPa Lappeenranta | SM-liiga        | 44 | 21               | 39               | 60               | 32               | -                | - | -                    | -                    | -                    |                      |                      |
| 1991-1992 | Jokerit Helsinki   | SM-liiga        | 42 | 17               | 35               | 52               | 49               | 10               | 2 | 11                   | 13                   | 6                    |                      |                      |
| 1992-1993 | Jokerit Helsinki   | SM-liiga        | 46 | 10               | 43               | 53               | 56               | -                | - | -                    | -                    | -                    |                      |                      |
| 1993-1994 | Jokerit Helsinki   | SM-liiga        | 48 | 10               | 42               | 52               | 24               | 12               | 5 | 4                    | 9                    | 14                   |                      |                      |
| 1994-1995 | Jokerit Helsinki   | SM-liiga        | 50 | 12               | 38               | 50               | 26               | 11               | 2 | 13                   | 15                   | 8                    |                      |                      |
| 1995-1996 | Jokerit Helsinki   | SM-liiga        | 46 | 17               | 38               | 55               | 24               | 11               | 3 | 16                   | 19                   | 8                    |                      |                      |
| 1996-1997 | Jokerit Helsinki   | SM-liiga        | 38 | 13               | 31               | 44               | 38               | 9                | 2 | 13                   | 15                   | 8                    |                      |                      |
| 1997-1998 | Jokerit Helsinki   | SM-liiga        | 46 | 7                | 20               | 27               | 36               | 8                | 4 | 4                    | 8                    | 2                    |                      |                      |
| 1998-1999 | Jokerit Helsinki   | SM-liiga        | 39 | 13               | 32               | 45               | 40               | 2                | 2 | 1                    | 3                    | 0                    |                      |                      |
| 1999-2000 | Espoo Blues        | SM-liiga        | 51 | 13               | 28               | 41               | 52               | 4                | 0 | 3                    | 3                    | 10                   |                      |                      |
| 2000-2001 | HC Pardubice       | Extraliga       | 48 | 10               | 29               | 39               | 26               | 7                | 0 | 6                    | 6                    | 0                    |                      |                      |
| 2001-2002 | HC Pardubice       | Extraliga       | 48 | 4                | 24               | 28               | 100              | 5                | 2 | 0                    | 2                    | 10                   |                      |                      |
| 2002-2003 | HC Pardubice       | Extraliga       | 44 | 5                | 14               | 19               | 32               | 18               | 2 | 2                    | 4                    | 6                    |                      |                      |
| 2003-2004 | HC Pardubice       | Extraliga       | 43 | 1                | 11               | 12               | 12               | -                | - | -                    | -                    | -                    |                      |                      |

## Récompenses

### Championnat de Tchécoslovaquie
- 1989 : meilleur passeur.

### SM-liiga
- 1992 : sélectionné dans l'équipe d'étoiles.
- 1992 : meilleur passeur des séries éliminatoires.
- 1993 : meilleur passeur.
- 1993 : meilleur joueur.
- 1997 : Trophée Jari-Kurri.